# Modul průtoku
Modul průtoku je charakterizován vztahem:
{\displaystyle K=CS{\sqrt {R}}}
kde {\displaystyle C} je Chézyho rychlostní součinitel, {\displaystyle S} je průtočná plocha a {\displaystyle R} je hydraulický poloměr.
Modul průtoku patří k základním hydraulickým charakteristikám koryta, protože charakterizuje jak vliv tvaru a velikosti průtočné plochy, tak i drsnost omočeného obvodu.